# Saïx
 Saïx  (en occitano Sais) es una población y comuna francesa, ubicada en la región de Región de Occitania, departamento de Tarn, en el distrito de Castres y cantón de Castres-Ouest.

## Demografía
| 1271 | 1361 | 1646 | 2252 | 2900 | 3277 |
| Para los censos de 1962 a 1999 la población legal corresponde a la población sin duplicidades (Fuente: INSEE [Consultar]) |      |      |      |      |      |